# یواس‌اس لیلیان (۱۸۶۳)
یواس‌اس لیلیان (۱۸۶۳) (به انگلیسی: USS Lilian (1863)) یک کشتی بود که طول آن ۲۲۵ فوت ۶ اینچ (۶۸٫۷۳ متر) بود. این کشتی در سال ۱۸۶۳ ساخته شد.